# Arquitetura neoclássica na Rússia

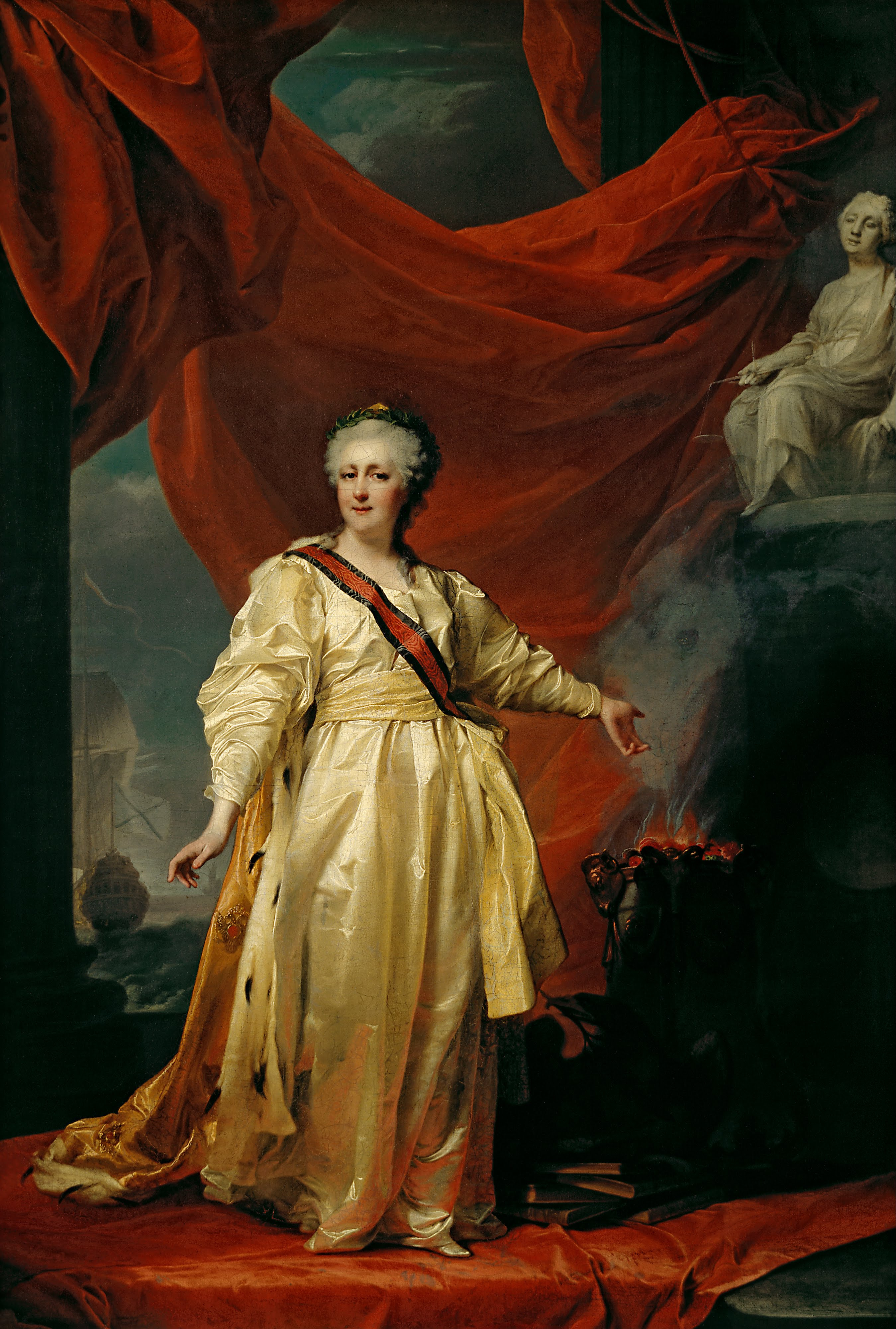
Retrato de Catarina II por Dmitry Levitsky, início da década de 1780

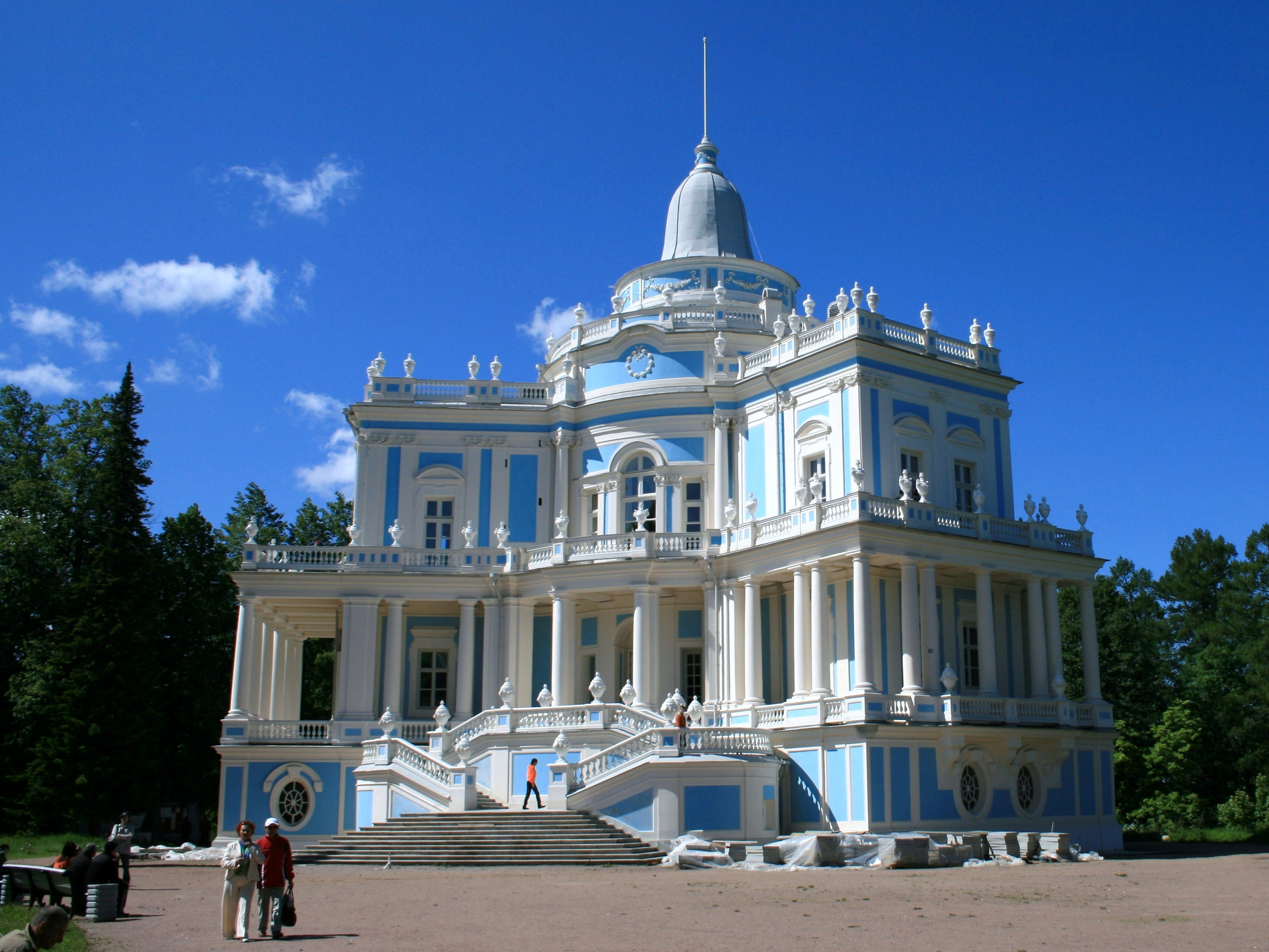
Antonio Rinaldi, o pavilhão em Oranienbaum

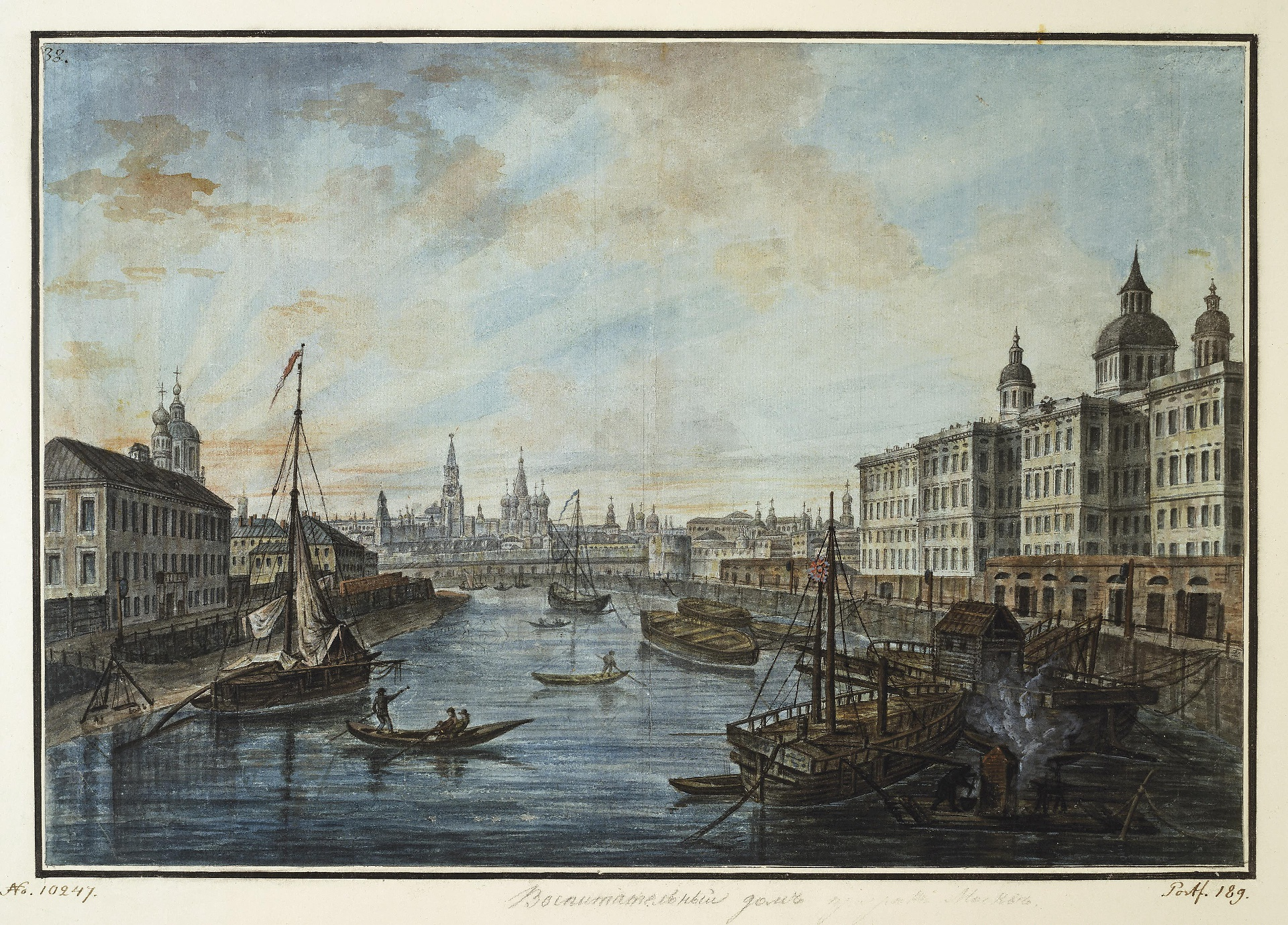
Orfanato de Moscou. Por Fyodor Alekseyev, início do século XIX

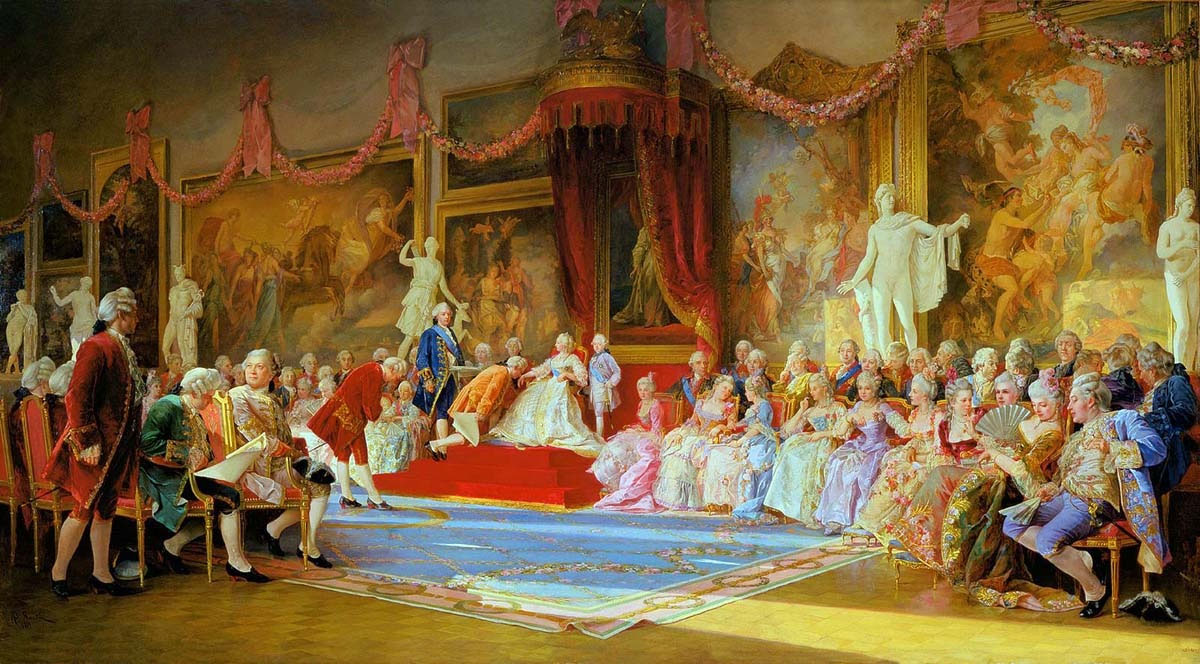
Inauguração da Academia Imperial de Artes por Valery Jacobi, 1889, Louvre

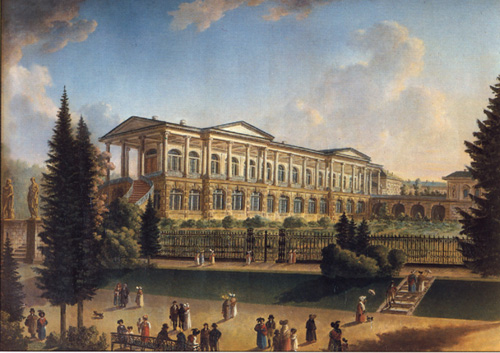
A Galeria Cameron em Tsarskoe Selo

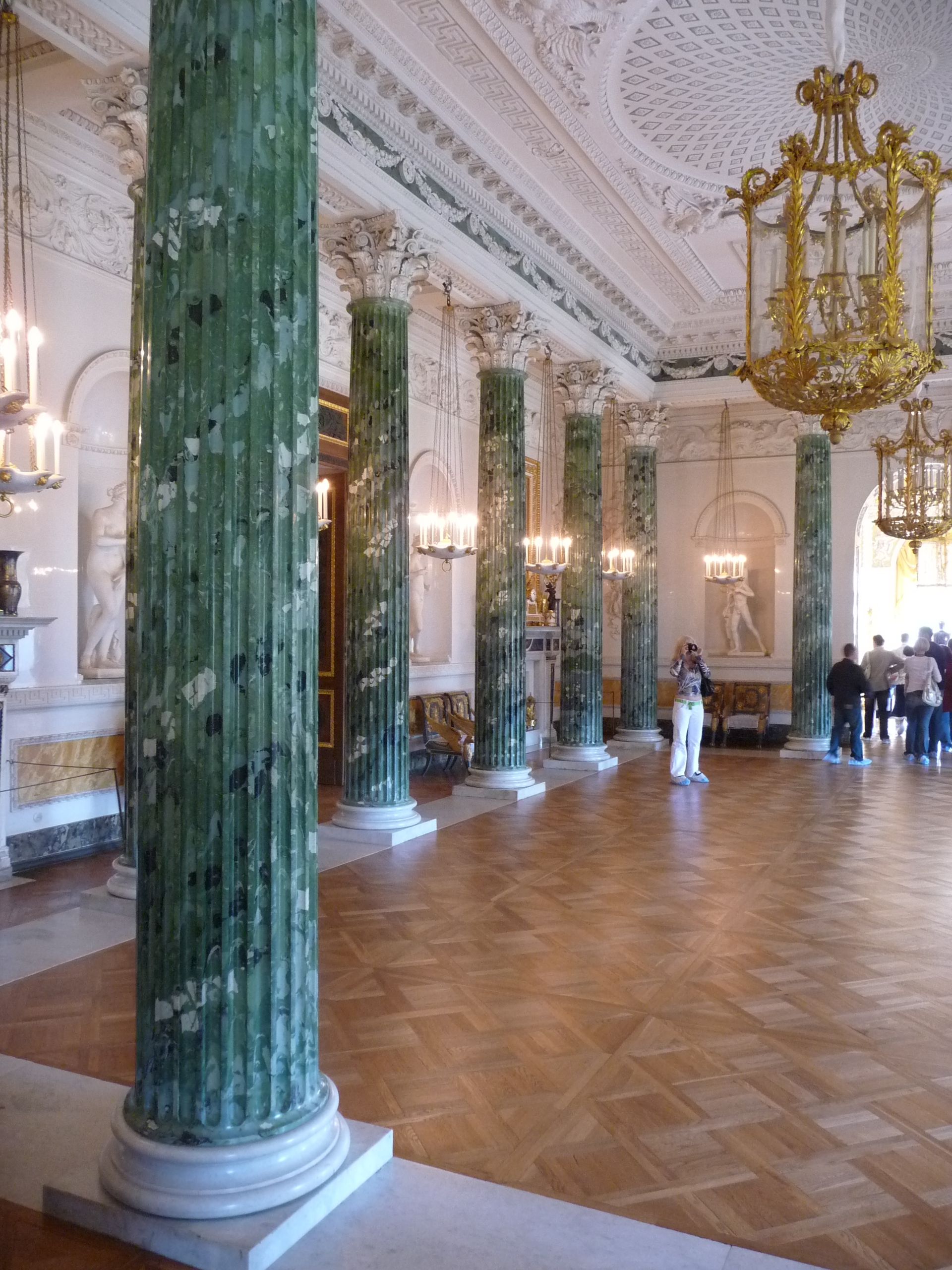
O "Salão Grego" do Palácio de Pavlovsk por Vincenzo Brenna (1789)

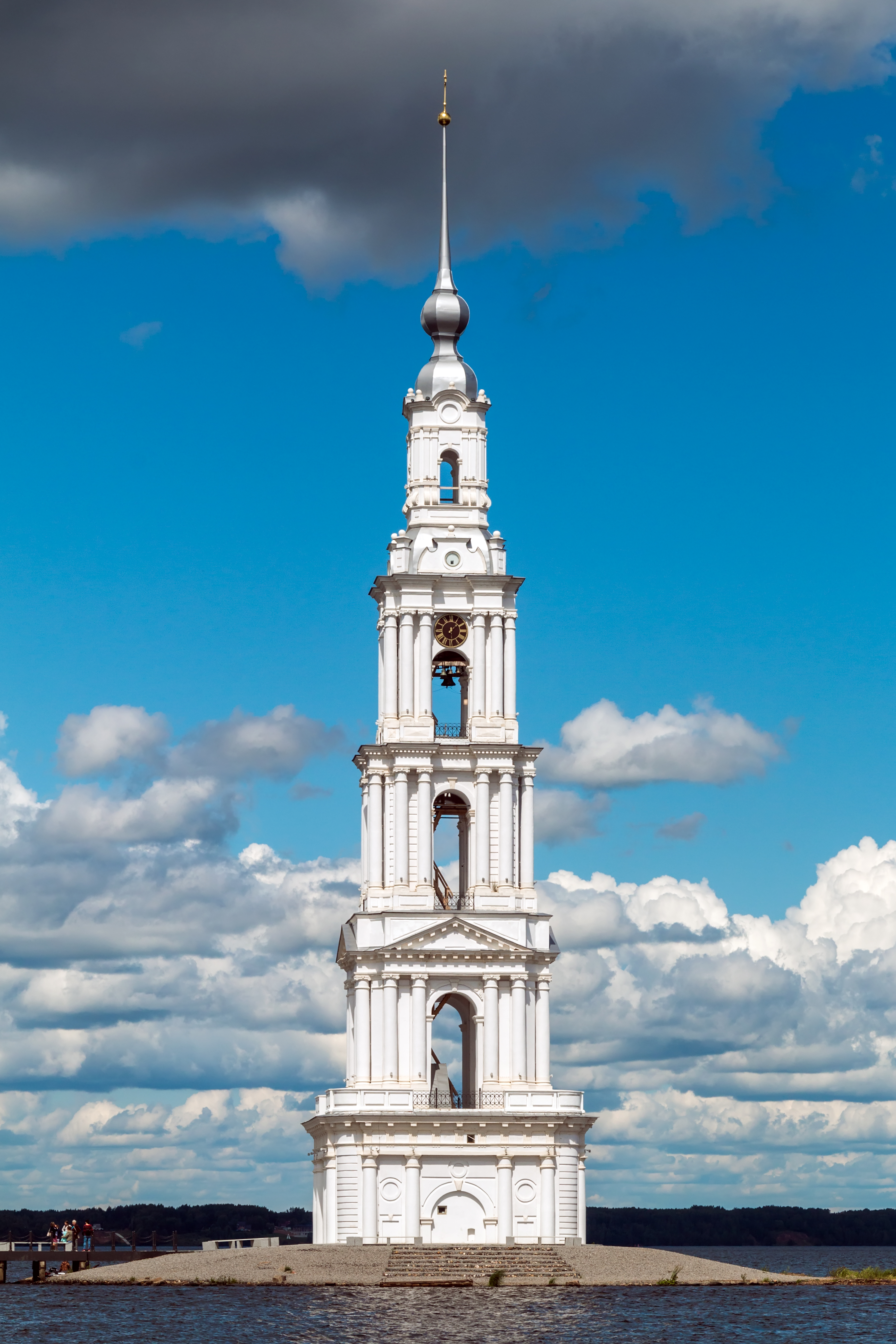
Torre do Sino Kalyazin, um símbolo da antiga Rússia que desapareceu após a Revolução

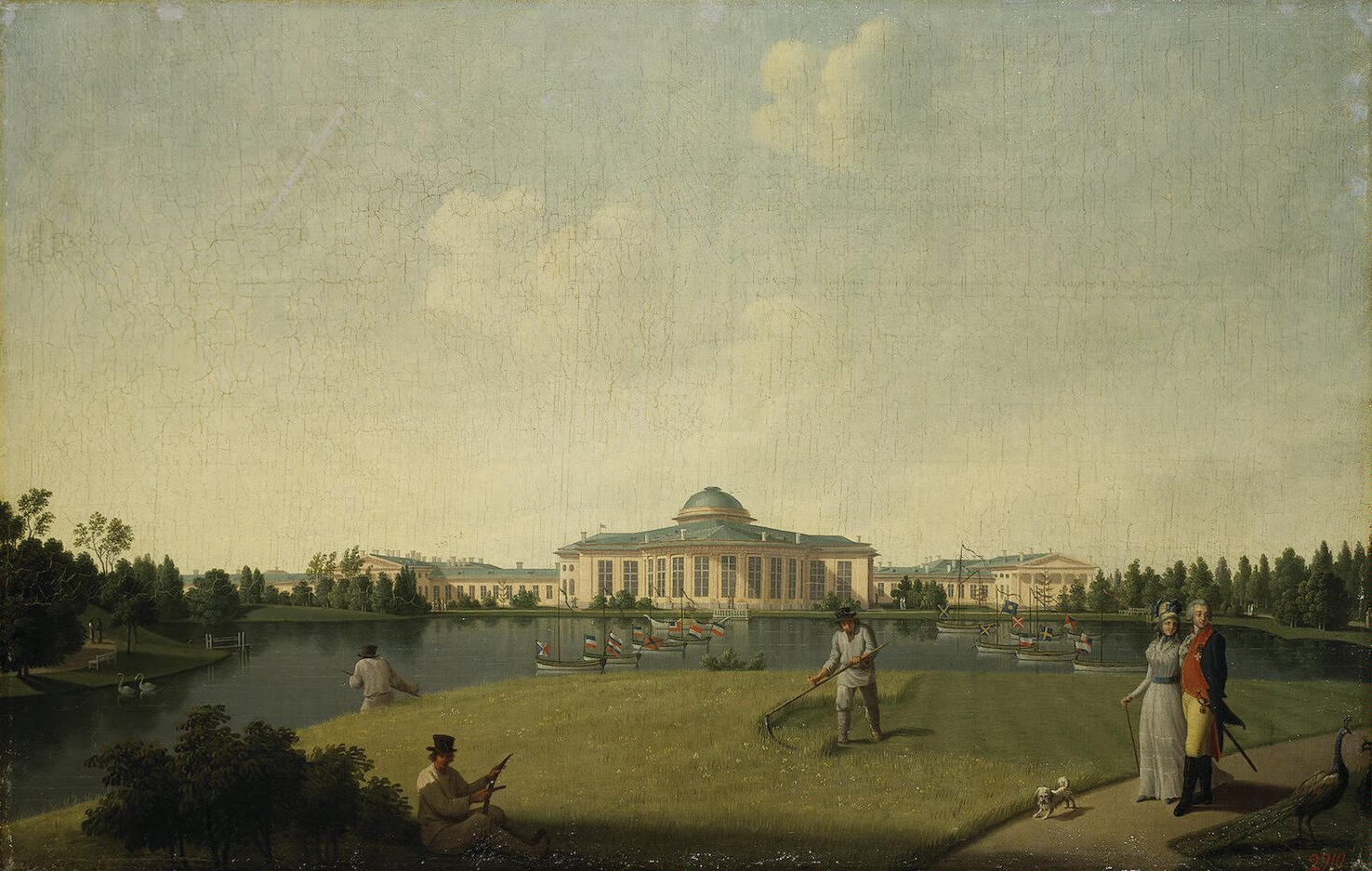
Vista do Palácio Tauride em uma pintura de Benjamin Patersen

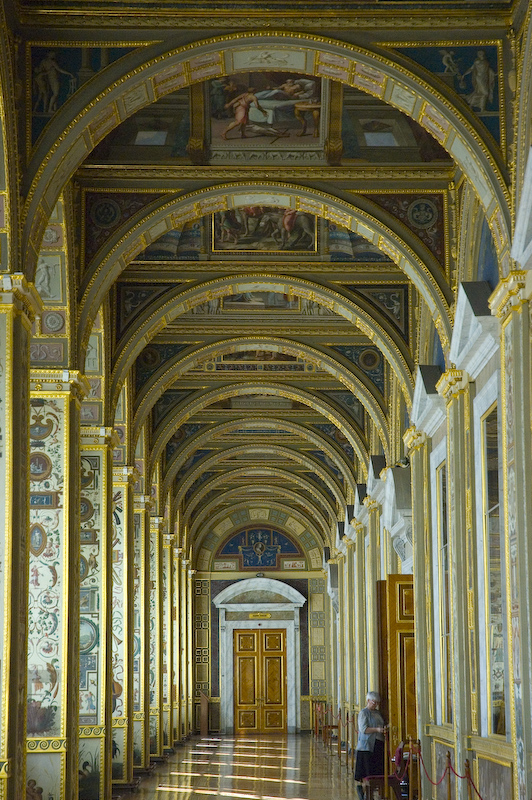
A Loggia de Rafael no Museu Hermitage por Giacomo Quarenghi, (1787–1792)

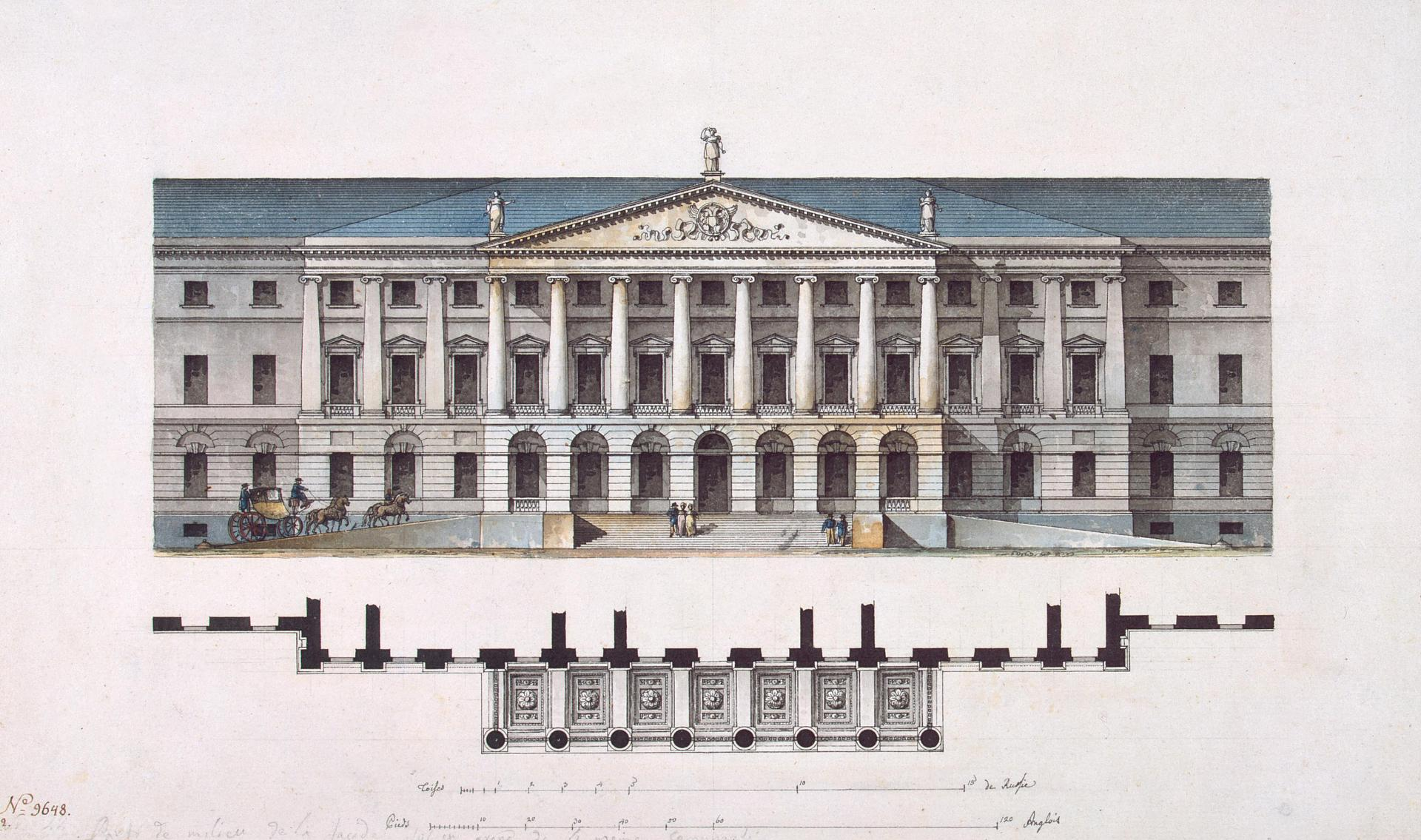
Projeto para o Instituto Smolny em São Petersburgo por G. Quarenghi

A arquitetura neoclássica na Rússia cresceu na segunda metade do século XVIII, especialmente após a ascensão ao trono de Catarina, a Grande, que em 28 de junho de 1762 se tornou Imperatriz da Rússia. A arquitetura neoclássica desenvolveu-se em muitas cidades russas, a primeira de São Petersburgo que durante o reinado de Catarina II foi transformada em uma capital moderna.

## Origem do estilo

### fundo
Catarina, que pertencia à classe cosmopolita europeia, durante seu longo reinado, dera o tom da vida social e intelectual da Rússia.  A era de Catarina foi um ponto de virada na educação da nobreza, na arte e na literatura. Os franceses se tornaram a língua da corte e com a língua vieram também as ideias do Iluminismo.  Sua adoção do neoclassicismo ligava sua capital à Roma antiga e isso foi particularmente encorajado por alusões poéticas a São Petersburgo como semelhantes à cidade antiga e à imperatriz como Minerva. Essas referências romanas devem ter estimulado seu pensamento, declarando finalmente em uma carta de 1770 a Frau Johanna Dorothea Bielcke: 
 Augusto disse que encontrou Roma construída de tijolos e a deixaria construída de mármore; Eu digo que encontrei Petersburgo virtualmente de madeira e deixarei seus edifícios cobertos de mármore. 
 Estudiosos reconhecem que, independentemente da motivação, Catherine encontrou na arquitetura uma personificação para suas aspirações, particularmente o chamado Projeto Grego, que visava levar Istambul a recriar um novo Bizâncio Cristão.  Segundo William Brumfield, o renascimento neoclássico na arquitetura russa era uma "expressão de nostalgia de valores culturais antigos e um sentido reformulado de monumentalidade imperial".

### O começo
Em 1762 a Imperatriz ordenou a construção do palácio de Oranienbaum e nessa ocasião Antonio Rinaldi construiu o Palácio Chinês (1762-1768) (uma mistura de elementos da arquitetura barroca, do classicismo e da arquitetura tradicional chinesa ) e o pavilhão Katalnaya Gorka (ou " montanha-russa ") (1762–1774). Neste pavilhão cilíndrico do qual ramificaram 3 alas, uma cúpula e um arco triunfal com torre terminada por um pináculo, há a busca de novos esquemas composicionais.  Em 1763, Catherine encomendou ao arquitecto francês Jean-Baptiste Vallin de la Mothe e ao russo Alexander Kokorinov a construção da nova sede da Academia de Belas Artes de São Petersburgo. De La Mothe, em 1766, tornou-se arquiteto da corte.
A Academia de 1764 foi dirigida pelo conselheiro filantrópico para educação de Catherine Ivan Betskoy. Naqueles anos, a imperatriz e Betskoy, que havia sido um patrono regular de um sistema de educação pública na Rússia, haviam concebido o ambicioso projeto de construir um orfanato para Moscou. Esta experiência idealista, molde do Iluminismo, tinha como objetivo criar o "cidadão ideal" através da recuperação de milhares de órfãos que receberiam uma educação adequada. O projeto do orfanato foi entregue a Karl Blank, que, formado na escola de Bartolomeo Rastrelli, foi o arquiteto que construiu os primeiros edifícios neoclássicos em Moscou, entre os quais precisamente o orfanato.

## Década de 1770. Novos impulsos
Em 1773, a imperatriz escreveu uma carta à Academia da França, anunciando um concurso que pedia aos arquitetos para projetar uma casa em que eles estavam presentes, ao mesmo tempo, formas de antiguidades gregas e romanas.  Dois acadêmicos franceses, Charles de Wailly e Charles-Louis Clérisseau, enviaram seus desenhos, mas estes não foram bem-vindos. Então Catarina, em 1778, disse que queria contratar dois arquitetos italianos porque "os franceses que temos aqui sabem muito e constroem casas horríveis - porque eles sabem demais".  Em 1779, ela contratou seu ministro, o barão Friedrich Melchior e Johann Friedrich Reiffenstein, na época representante em Roma da Academia Russa de Artes de São Petersburgo, para encontrar os dois arquitetos. No mesmo ano dois arquitetos italianos,  it  e Giacomo Quarenghi, chegou ao tribunal de Catherine.  Em poucos anos, o neoclassicismo na Rússia, que em sua primeira fase extraiu ideias da arquitetura francesa de meados do século XVIII, volta suas atenções para as experiências interpretativas da arquitetura palladiana, especialmente da Inglaterra e da Itália.

## Década de 1780. Giacomo Quarenghi

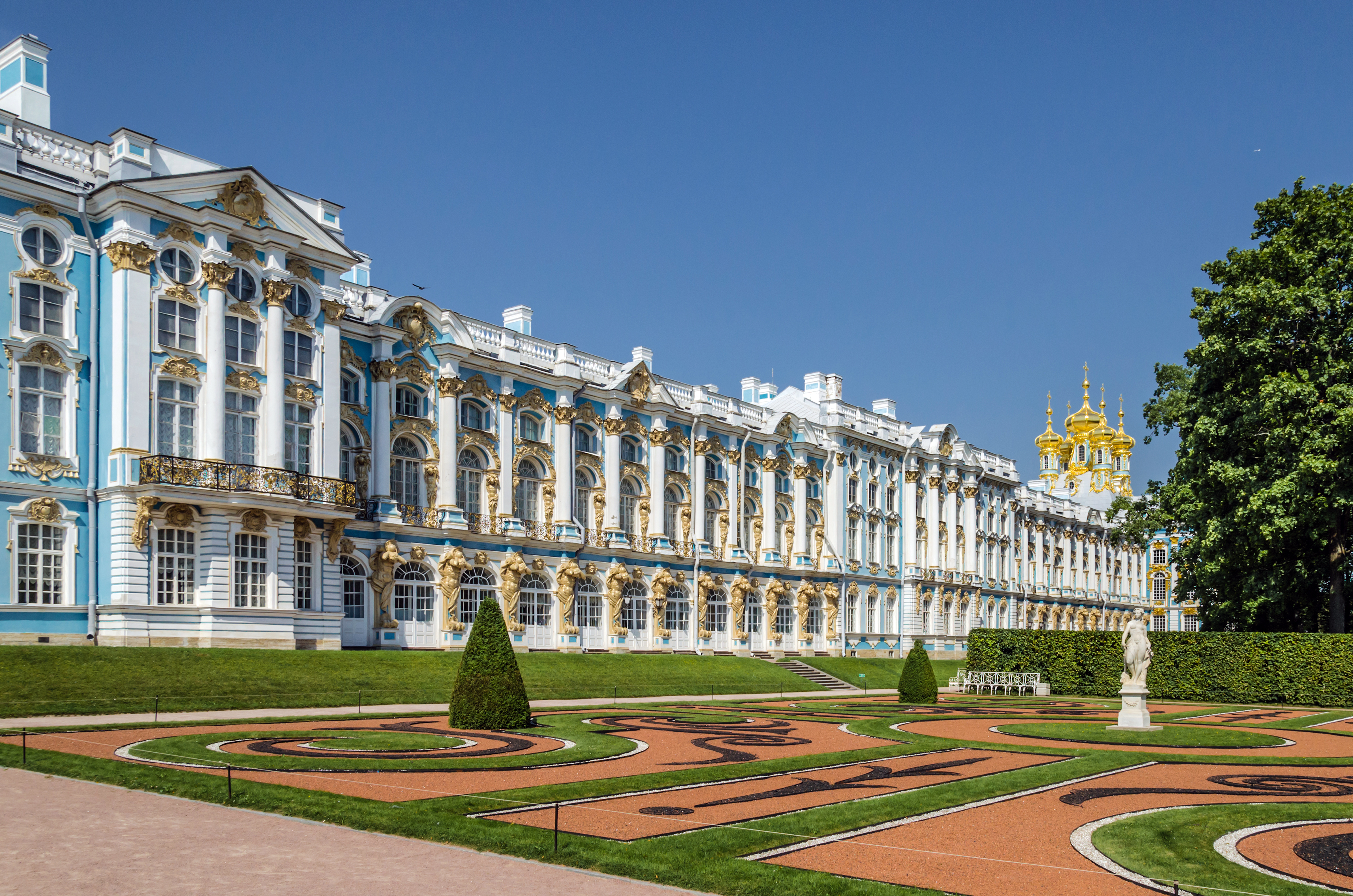
Palácio de Catarina em Tsarskoye Selo, São Petersburgo, Rússia.

A convite dos agentes de Catarina, em 1779, Giacomo Quarenghi chegou a São Petersburgo junto com o arquiteto escocês Charles Cameron.  Ele era um renomado arquiteto neoclássico, tendo estudado em Roma com Anton Raphael Mengs, entre outros artistas e arquitetos que ajudaram a moldar seu interesse e expertise em arquitetura palladiana.  Juntamente com Cameron, ele primeiro trabalhou no Palácio de Catarina localizado no Tsarskoye Selo. Especificamente, isso implicou a construção de uma galeria de dois andares (Galeria Cameron). Entre 1781 e 1796, foi a volta do palácio de Paulo I a Pavlovsk que, em sua versão original, tornou-se um dos primeiros exemplos de villa palladiana construída na Rússia.
Mas se Cameron foi bem sucedido para a exibição de sua policromia fantasiosa, os herdeiros de Catherine Paul e Maria Feodorovna forçaram-no a sobriedade absoluta, então em Pavlovsk tornou-se proeminente o uso de branco e ouro. No entanto, Cameron não pôde cumprir as imposições do novo gosto. Entre 1786 e 1789, os deveres de Cameron em Pavlovsk passaram para o italiano Vincenzo Brenna, contratado por Paul em 1782.  Nesse meio tempo, Quarenghi tornou-se o arquiteto oficial de Catarina II, e entre 1780 e 1785 transformou São Petersburgo em uma cidade clássica.
Como primeiro trabalho, em 1779, Catarina encomendou ao arquiteto de Bergamo a tarefa de introduzir o estilo neoclássico no Palácio de Peterhof. A intervenção foi realizada no sudoeste do Top Park, onde foi feito o Parque Inglês e no seu interior o Palácio Inglês, que se tornou o modelo para o qual inspirar na Rússia até o início do século XIX para as moradias em o interior. Entre 1782 e 1785 construiu o Teatro Hermitage, cujo interior é inspirado no Teatro Olímpico de Vicenza e pelas decorações e capitais das ruínas do Teatro de Pompeia. Mais tarde, entre 1787 e 1792, no Palácio de Inverno, Quarenghi projetou e construiu um lugar que era a réplica exata da Loggia de Rafael, localizada no Palácio Apostólico na Cidade do Vaticano, seguida foram inseridas as cópias dos desenhos do Palácio. tetos. Cópias das quais foram encomendadas em 1778 pela Imperatriz a Von Grimm que, através de Reiffenstein, reproduziu em Roma cópias de abóbada de tamanho natural; as pinturas de encáustica foram feitas por Christoforo Unterperger.
Em 1783, Quarenghi projetou o Palácio do Banco do Estado no Canal Griboyedov, dada a importância do edifício, o autor dá ao monumento uma aparência majestosa. Diferente foi a atitude do arquiteto na mais sóbria Academia das Ciências (1783-1789) onde o exterior, sem adornos, é marcado por um pesado pórtico em ordem jônica e no interior as elegantes proporções e a solenidade dos espaços lembram o gosto da antiga Roma.  Naqueles anos Quarenghi também estava ocupado, após as intervenções do arquiteto russo Karl Blank e Francesco Camporesi, para completar o Palácio de Catarina em Moscou (1790–1797). Quarenghi havia construído inúmeros palácios e trazido à moda um estilo monumental original, de inspiração palladiana, que foi uma referência para muitos arquitetos que trabalharam na Rússia, entre eles Ivan Starov que, para o príncipe Potemkin, criou o Palácio Tauride. O edifício, constituído por um edifício principal e duas alas contíguas complementadas por pavilhões laterais, em perfeita aderência ao tipo de villa palladiana, serviu de modelo para inúmeras mansões espalhadas pelo Império Russo. A arquitetura de Nikolay Lvov representou a segunda geração "estrita" do neoclassicismo estilisticamente próxima a Giacomo Quarenghi.  O arquiteto do polímata, entre outras coisas, traduziu para o russo o tratado I quattro libri dell'architettura de Palladio.

## O período de Paulo I (1796–1801)
Catarina, a Grande, morreu em 1796 e seu filho Paulo tornou-se imperador; mas ele havia mostrado sinais de instabilidade mental, e não durou muito tempo. Suas reformas haviam limitado os direitos da nobreza e, em 1801, ele foi assassinado por um grupo de conspiradores, incluindo seu filho, o príncipe herdeiro Alexandre.  A inovação mais significativa foi a mudança de gosto de que o melhor exemplo foi refletido no cuidado do interior do Palácio de Pavlovsk, que o soberano havia escolhido como moradia. A esposa do imperador, Maria Feodorovna, tentou introduzir em sua casa os refinamentos que conhecera em sua visita à França em 1782.